# Emile Wafflard
Emile Wafflard (* 16. November 1927 in Brüssel; † 19. September 1994) war ein belgischer Karambolagespieler und Weltmeister. Seine Disziplinen waren das Cadrespiel und Einband.

## Karriere
Wafflard war ein Schüler des belgischen Profis Marcel van Leemput und Anhänger des ästhetischen Billardspiels. Dies ist auch der Grund, dass er die Freien Partie und das Dreibandspiel nicht mochte. Für ihn war das Cadre die Königsklasse des Billardspiels. Wenn er dann doch mal eine Freie Partie spielte, spielte er absichtlich keine Amerikanische Serie, obwohl er diese beherrschte. Nach seiner Philosophie war eine Wiederholung der Stellung dem Zuschauer nicht zuzumuten.
1959 wurde er in Berlin zum ersten Mal Weltmeister in der Disziplin Cadre 71/2. Nach den regulären Spielen standen drei Spieler nach Punkten (13:3) gleich, Wafflard, Walter Lütgehetmann und Joseph Vervest, ebenfalls aus Belgien. Verwest schied aufgrund des schlechteren Generaldurchschnitts (GD) aus und die Stichpartie wurde zwischen Wafflard und Lütgehetmann aus Frankfurt ausgetragen. Diese sollte sich als äußert hart umkämpft und spannend herausstellen. Anstoß hatte der Belgier. Zunächst sah es so aus, dass der Anstoß vorbeiging, allein ein glückliches Konter führte zur erforderlichen Karambolage. Diesem Fuchs ließ Wafflard weitere 154 Punkte folgen. Lütgehetmann kam bei seiner ersten Aufnahme nur auf 26 Punkte. Wafflard konterte mit weiteren 105 Punkten. Der Frankfurter fand nun endlich zu seinem Spiel (224 Punkte) und schloss mit 250:260 auf. Den Brüsseler schien sein Glück verlassen zu haben, denn er konnte in der dritten Aufnahme nur drei Punkte erzielen, aber auch sein Gegner schaffte nur vier Punkte. Wafflard nahm all seine Energie zusammen und schaffte die letzten 37 Punkte. Da Lütgehetmanns Nachstoß ohne Bedeutung blieb, wurde Wafflard zum Sieger erklärt.
Im Jahr 1977 beendete Wafflard als Dritter die WM im Einband. Außerdem war er zehn Mal Europameister (neun Mal im Cadre, ein Mal im Einband). Im gleichen Jahr wurde er zusammen mit Tony Schrauwen, Raymond Ceulemans, Ludo Dielis und Laurent Boulanger Vizeeuropameister im Fünfkampf. Als Berufsspieler trat er mehrfach in der Pariser Conti-Akademie auf. 1970 wurde er reamateurisiert und gewann zwei Jahre in Folge die Belgische Meisterschaft im Cadre 47/2. 1972 war Wafflard zu Gast bei der Wiener Billard-Assoziation und startete dort im Fünfkampf. Überlegen gewann er das Turnier.
Da sich das Cadrespiel in den 1960er-Jahren in einer Talsohle befand und dementsprechend wenige Turniere ausgerichtet wurden, konnte er nicht so viele Titel wie seine Landsmänner Ceulemans und Dielis sammeln.
Wafflard war unter anderem Trainer des belgischen Weltmeisters Frédéric Caudron und gilt in seinem Land neben Ceulemans und Dielis als Billardlegende.
1994 verstarb er an einem Herzstillstand.

## Titel
- Cadre-71/2-Weltmeisterschaft – 1959
- Cadre-47/1-Europameisterschaft – 1960
- Cadre-47/2-Europameisterschaft – 1958, 1959, 1960, 1971
- Cadre-71/2-Europameisterschaft – 1957, 1958, 1959, 1960,
- Einband-Europameisterschaft – 1956

## Erfolge

### Cadre 47/1
- 1960:  EM – GD 023,07

### Cadre 47/2
- 1956:  EM – GD 029,66
- 1958:  EM – GD 052,18
- 1959:  EM – GD 045,16
- 1960:  EM – GD 055,14
- 1971:  EM – GD 101,24

### Cadre 71/2
- 1956:  EM – GD 023,2
- 1957:  EM – GD 024,54
- 1958:  EM – GD 025,3
- 1959:  EM – GD 028,86
- 1959:  WM – GD 026,61
- 1960:  EM – GD 027,27

### Einband
- 1956:  EM – GD 004,52
- 1958:  EM – GD 005,94
- 1972:  EM – GD 013,56
- 1977:  WM – GD 008,58

### Fünfkampf
- 1971:  EM für Nationalmannschaften
- 1973:  EM für Nationalmannschaften
- 1977:  EM für Nationalmannschaften

## Ehrungen
2006 ehrte ihn die Belgische Post mit einer Gedenkbriefmarke im Wert von 0,52 €.